# Evania rufescens
Evania rufescens är en stekelart som beskrevs av Juan Brèthes 1913. Evania rufescens ingår i släktet Evania och familjen hungersteklar. Inga underarter finns listade i Catalogue of Life.